# Kreditgutachten
Ein Kreditgutachten ist ein Gutachten, welches in der Regel durch einen Kreditsachverständigen nach den strengen Vorgaben, die für Sachverständige bzw. Gutachter gelten,  erstellt wird. Kreditgutachten werden regelmäßig durch Privatpersonen und Unternehmen (Parteigutachten) aber auch durch Gerichte (Gerichtsgutachten) beauftragt.
Der Hintergrund für die Beauftragung ist fast immer ein Streit zwischen Kunde und Kreditinstitut.
Der Inhalt eines Kreditgutachtens richtet sich nach der Aufgabenstellung des Auftraggebers bzw. dem Gericht. Der Kreditsachverständige untersucht anhand dieser Aufgabenstellung den genauen Sachverhalt. Oftmals ist hierbei auch eine komplette Überprüfung des Zahlungsstromes erforderlich. Da der XI. Zivilsenat des  BGH (sogenannter Bankensenat) in den letzten Jahren zahlreiche Urteile zu Hypothekendarlehen und Verbraucherkrediten gefällt hat und der Gesetzgeber zudem mit der Schuldrechtsreform erhebliche Änderungen im Kreditbereich vorgenommen hat, ergeben sich  zahlreiche Anlässe für ein Kreditgutachten.
Nachfolgend einige der häufigsten Aufgaben- und Fragestellungen:
- Hypothekendarlehen
  - Vorfälligkeitsentschädigung – nicht korrekt berechnet
  - Zinsanpassungen – bei variablen Zinsen, nicht korrekt (zeitnah, nicht in ausreichender Höhe, oder gar nicht) vorgenommen
  - Zahlungen – nicht termingerecht gebucht
  - Übersicherung – Angemessenheit der Höhe der hinterlegten Sicherheiten

- Verbraucherkredite
  - Zinshöhe – möglicherweise sittenwidriger Zins
  - Zinshöhe  – liegt u.Ust. ein hypothekarisches Darlehen vor, da grundbuchliche Sicherheiten gegeben wurden
  - Zahlungen – nicht termingerecht gebucht
  - Zinsanpassungen – bei variablen Zins nicht korrekt (zeitnah, nicht in ausreichender Höhe, oder gar nicht) vorgenommen

- Kontokorrentkredite
  - Zinsanpassungen – nicht korrekt (zeitnah, nicht in ausreichender Höhe, oder gar nicht) vorgenommen
  - Überziehungszinsen – Überprüfung der Berechtigung
  - Zinshöhe – liegt u.Ust. ein hypothekarisches Darlehen vor, da grundbuchliche Sicherheiten gegeben wurden

- Kontokorrentkredite > Zahlungsstrom
  - Buchungen – wurden Haben- und Sollbuchungen termingerecht gebucht, Scheckeinreichungen, Lastschriften und Überweisungen korrekt Wert gestellt